# Cantorchilus nigricapillus
El soterrey castaño, cucarachero ribereño, charralero cabecinegro, chochín cabecipinto o ratona de cabeza negra (Cantorchilus nigricapillus) es una especie de ave de la familia Troglodytidae, que se encuentra en Colombia, Costa Rica, Ecuador, Nicaragua y Panamá.

## Hábitat
Vive en los matorrales a lo largo de quebradas o lagunas y en áreas boscosas y bordes del bosque, por debajo de los 1000 m de altitud.

## Descripción
En promedio mide 14,5 cm de longitud y pesa 14 g. El plumaje es castaño rojizo rufo, profundo en las partes superiores, más pálido por debajo. La corona, frente y mejillas son negras, con manchas blancas que contrastan en el área loreal, los párpados y las auriculares. Presenta lista malar blanca enmarcada con negro y garganta blanca. Las alas, la cola y las coberteras infracaudales tienen un abundante barreteado negro. El iris es castaño. La maxila es negra, la mandíbula es gris claro con punta negra. Las patas son fuscas.

## Alimentación
Se alimenta de insectos y arañas que busca entre el follaje, los desechos colgantes de las ramas o la maraña de bejucos.

## Reproducción
Construye, con material vegetal, un nido sobre la horqueta de una rama a una altura de 2 a 5 m del suelo, con forma de retorta, con su tubo de entrada corto. La hembra pone 2 a 3 huevos blancos, con manchas color castaño rojizo.